# Матч СРСР — США з легкої атлетики 1973
Матч СРСР — США з легкої атлетики 1973 був проведений 23-24 липня у Мінську на стадіоні «Динамо».

## Результати

### Чоловіки
| Місце | Атлет               | Результат |
| ----- | ------------------- | --------- |
| 1     | Стів Вільямс        | 10,1      |
| 2     | Герб Вашингтон      | 10,3      |
| 3     | Борис Ізместьєв     | 10,5      |
| 4     | Володимир Отставнов | 10,7      |

| Місце | Атлет            | Результат |
| ----- | ---------------- | --------- |
| 1     | Стів Вільямс     | 20,7      |
| 2     | Марк Лутц        | 21,2      |
| 3     | Олександр Жидких | 21,2      |
| 4     | Сергій Коровін   | 21,6      |

| Місце | Атлет            | Результат |
| ----- | ---------------- | --------- |
| 1     | Джеймс Редд      | 46,7      |
| 2     | Семен Кочер      | 46,9      |
| 3     | Максі Паркс      | 47,3      |
| 4     | Віктор Ніканоров | 48,7      |

| Місце | Атлет            | Результат |
| ----- | ---------------- | --------- |
| 1     | Євген Аржанов    | 1.49,2    |
| 2     | Рік Волхутер     | 1.49,4    |
| 3     | Георгій Чернишов | 1.50,2    |
| 4     | Томмі Фултон     | 1.51,0    |

| Місце | Атлет          | Результат |
| ----- | -------------- | --------- |
| 1     | Дейв Воттл     | 3.41,7    |
| 2     | Марті Лікорі   | 3.41,9    |
| 3     | Борис Кузнецов | 3.43,0    |
| 4     | Микола Андреєв | 3.44,9    |

| Місце | Атлет                | Результат |
| ----- | -------------------- | --------- |
| 1     | Микола Свиридов      | 13.42,2   |
| 2     | Михайло Желобовський | 13.42,6   |
| 3     | Пол Гейс             | 13.46,0   |
| 4     | Дік Беркл            | 13.47,4   |

| Місце | Атлет              | Результат |
| ----- | ------------------ | --------- |
| 1     | Анатолій Бадранков | 28.41,2   |
| 2     | Рашид Шарафетдинов | 28.41,2   |
| 3     | Джефф Гелловей     | 28.43,6   |
| 4     | Тед Кастанеда      | 29.32,8   |

| Місце | Атлет             | Результат |
| ----- | ----------------- | --------- |
| 1     | Томмі Лі Вайт     | 13,5      |
| 2     | Віктор Мясников   | 13,8      |
| 3     | Чарльз Фостер     | 13,8      |
| 4     | Едуард Переверзєв | 13,9      |

| Місце | Атлет            | Результат |
| ----- | ---------------- | --------- |
| 1     | Євген Гавриленко | 49,3      |
| 2     | Джим Болдінг     | 49,6      |
| 3     | Дмитро Стукалов  | 50,0      |
| 4     | Роберт Касселман | 50,0      |

| Місце | Атлет            | Результат |
| ----- | ---------------- | --------- |
| 1     | Леонід Савельєв  | 8.34,6    |
| 2     | Ромуальдас Бітте | 8.36,2    |
| 3     | Дуглас Браун     | 8.37,8    |
| 4     | Баррі Браун      | 8.52,2    |

| Місце | Команда                                                        | Результат |
| ----- | -------------------------------------------------------------- | --------- |
| 1     | СШАГерб Вашингтон Ед Геммонд Маршалл Ділл Стів Вільямс         | 39,2      |
| 2     | СРСРОлександр Жидких Борис Ізместьєв Юрій Сілов Валерій Борзов | 39,5      |

| Місце | Команда                                                         | Результат |
| ----- | --------------------------------------------------------------- | --------- |
| 1     | СШАДжеймс Редд Марк Лутц Максі Паркс Моріс Піплс                | 3.08,0    |
| 2     | СРСРВолодимир Циганов Віктор Ніканоров Валерій Юдін Семен Кочер | 3.08,1    |

| Місце | Атлет            | Результат |
| ----- | ---------------- | --------- |
| 1     | Євген Івченко    | 1:35.13,6 |
| 2     | Володимир Резаєв | 1:35.17,0 |
| 3     | Білл Рейні       | 1:36.37,8 |
| 4     | Джеррі Браун     | 1:37.41,0 |

| Місце | Атлет             | Результат |
| ----- | ----------------- | --------- |
| 1     | Рейнальдо Браун   | 2,20      |
| 2     | Том Вудс          | 2,17      |
| 3     | Сергій Будалов    | 2,14      |
| 4     | Володимир Абрамов | 2,11      |

| Місце | Атлет       | Результат |
| ----- | ----------- | --------- |
| 1     | Яніс Лауріс | 5,30      |
| 2     | Юрій Ісаков | 5,20      |
| 3     | Вік Діас    | 5,00      |
| 4     | Майк Коттон | DNS       |

| Місце | Атлет              | Результат |
| ----- | ------------------ | --------- |
| 1     | Валерій Підлужний  | 8,06      |
| 2     | Ренді Вільямс      | 7,93      |
| 3     | Ел Ланьєр          | 7,85      |
| 4     | Валентин Кузьменко | 7,81      |

| Місце | Атлет           | Результат |
| ----- | --------------- | --------- |
| 1     | Віктор Санєєв   | 16,82     |
| 2     | Михайло Барибан | 16,63     |
| 3     | Джон Крафт      | 16,57     |
| 4     | Мілан Тіфф      | 16,12     |

| Місце | Атлет                | Результат |
| ----- | -------------------- | --------- |
| 1     | Ал Феєрбах           | 20,69     |
| 2     | Олександр Баришников | 19,69     |
| 3     | Рімантас Плунге      | 19,53     |
| 4     | Рон Семків           | 19,52     |

| Місце | Атлет           | Результат |
| ----- | --------------- | --------- |
| 1     | Тім Воллмер     | 58,66     |
| 2     | Віктор Журба    | 60,42     |
| 3     | Віктор Пензиков | 59,78     |
| 4     | Мак Вілкінс     | 59,08     |

| Місце | Атлет              | Результат |
| ----- | ------------------ | --------- |
| 1     | Валентин Дмитренко | 70,64     |
| 2     | Олексій Спиридонов | 69,98     |
| 3     | Альберт Голл       | 63,24     |
| 4     | Тед Брегар         | 60,72     |

| Місце | Атлет             | Результат |
| ----- | ----------------- | --------- |
| 1     | Кері Фельдманн    | 88,12     |
| 2     | Яніс Лусіс        | 87,26     |
| 3     | Фред Люк          | 83,44     |
| 4     | Олександр Макаров | 80,28     |

| Місце | Атлет             | Результат |
| ----- | ----------------- | --------- |
| 1     | Олександр Бліняєв | 7980      |
| 2     | Джефф Беннетт     | 7958      |
| 3     | Тоомас Берендсен  | 7795      |
| 4     | Стів Гаф          | 7491      |

### Жінки
| Місце | Атлетка           | Результат |
| ----- | ----------------- | --------- |
| 1     | Надія Бесфамільна | 11,4      |
| 2     | Галина Митрохіна  | 11,6      |
| 3     | Джекі Томпсон     | 11,7      |
| 4     | Марта Ватсон      | 11,8      |

| Місце | Атлетка           | Результат |
| ----- | ----------------- | --------- |
| 1     | Надія Бесфамільна | 23,5      |
| 2     | Джекі Томпсон     | 23,5      |
| 3     | Марина Сидорова   | 23,6      |
| 4     | Тереза Монтгомері | 24,5      |

| Місце | Атлетка           | Результат |
| ----- | ----------------- | --------- |
| 1     | Надія Колесникова | 52,0      |
| 2     | Наталія Кулічкова | 53,2      |
| 3     | Дебора Сапентер   | 54,0      |
| 4     | Кеті Геммонд      | 55,3      |

| Місце | Атлетка           | Результат |
| ----- | ----------------- | --------- |
| 1     | Мері Декер        | 2.02,9    |
| 2     | Нійоле Сабайте    | 2.03,2    |
| 3     | Світлана Стиркіна | 2.04,2    |
| 4     | Венді Кеніг       | 2.07,0    |

| Місце | Атлетка          | Результат |
| ----- | ---------------- | --------- |
| 1     | Людмила Брагіна  | 4.13,7    |
| 2     | Тамара Пангелова | 4.14,5    |
| 3     | Франсі Лар'є     | 4.22,3    |
| 4     | Кеті Гіббонс     | 4.40,0    |

| Місце | Атлетка        | Результат |
| ----- | -------------- | --------- |
| 1     | Франсі Лар'є   | 9.30,0    |
| 2     | Майя Істоміна  | 9.40,4    |
| 3     | Любов Демченко | 9.53,0    |

| Місце | Атлетка        | Результат |
| ----- | -------------- | --------- |
| 1     | Патті Джонсон  | 13,3      |
| 2     | Лія Хитріна    | 13,7      |
| 3     | Деббі Ланські  | 13,9      |
| 4     | Любов Кононова | 14,2      |

| Місце | Команда                                                                  | Результат |
| ----- | ------------------------------------------------------------------------ | --------- |
| 1     | СРСРМарина Сидорова Людмила Маслакова Надія Бесфамільна Галина Митрохіна | 43,7      |
| 2     | СШАМарта Ватсон Маттілайн Рендер Джекі Томпсон Кеті Лоусон               | 44,2      |

| Місце | Команда                                                               | Результат |
| ----- | --------------------------------------------------------------------- | --------- |
| 1     | СРСРНаталія Кулічкова Ніна Зюськова Інгріда Баркане Надія Колесникова | 3.32,8    |
| 2     | СШАВенді Кеніг Ненсі Шафер Дебора Сапентер Кеті Геммонд               | 3.37,8    |

| Місце | Атлетка           | Результат |
| ----- | ----------------- | --------- |
| 1     | Галина Філатова   | 1,83      |
| 2     | Антоніна Лазарева | 1,77      |
| 3     | Карен Меллер      | 1,71      |
| 4     | Деанна Вілсон     | 1,71      |

| Місце | Атлетка           | Результат |
| ----- | ----------------- | --------- |
| 1     | Марта Ватсон      | 6,58      |
| 2     | Капітоліна Лотова | 6,41      |
| 3     | Людмила Погребняк | 6,18      |
| 4     | Віллі Вайт        | 6,04      |

| Місце | Атлетка          | Результат |
| ----- | ---------------- | --------- |
| 1     | Надія Чижова     | 19,74     |
| 2     | Олена Корабльова | 18,40     |
| 3     | Марен Зайдлер    | 15,88     |
| 4     | Деніз Вуд        | 14,57     |

| Місце | Атлетка         | Результат |
| ----- | --------------- | --------- |
| 1     | Фаїна Мельник   | 67,04     |
| 2     | Надія Сергеєва  | 57,90     |
| 3     | Монетт Дрісколл | 46,66     |
| 4     | Вівіан Тернер   | 45,90     |

| Місце | Атлетка            | Результат |
| ----- | ------------------ | --------- |
| 1     | Ельвіра Озоліна    | 63,96 NR  |
| 2     | Світлана Корольова | 59,22     |
| 3     | Барбара Пікел      | 50,94     |
| 4     | Деббі Лангевен     | 48,90     |

| Місце | Атлетка           | Результат |
| ----- | ----------------- | --------- |
| 1     | Надія Ткаченко    | 4711      |
| 2     | Тетяна Ворохобко  | 4537      |
| 3     | Гейл Фітцджеральд | 4326      |
| 4     | Джейн Фредерік    | 4209      |

## Командний залік
|                 | СРСР | США |
| --------------- | ---- | --- |
| Чоловіки        | 121  | 112 |
| Жінки           | 95   | 51  |
| Загальний залік | 216  | 163 |

## Відео
- Репортаж про матч у кіножурналі «Радянський спорт» (дивитись з 6:11) (рос.)